# 21346 Marieladislav
21346 Marieladislav (1997 EL11) là một tiểu hành tinh vành đai chính được phát hiện ngày 9 tháng 3 năm 1997 bởi P. Pravec ở Ondrejov.